# Gnamptogenys lucaris
Gnamptogenys lucaris is een mierensoort uit de onderfamilie van de Ectatomminae. De wetenschappelijke naam van de soort is voor het eerst geldig gepubliceerd in 1968 door Kempf.